# Puig de Font Pasquala
El puig de la Font Pasquala és una muntanya de 89,9 metres que es troba al municipi de Gualta, a la comarca catalana del Baix Empordà.